# 한백겸
한백겸(韓百謙, 1552년~1615년)은 조선 중기의 문신이며 학자이다. 본관은 청주, 자는 명길(鳴吉), 호는 구암(久菴)이다.
조선 왕조의 개국공신·영의정 한상경(韓尙敬)의 7대손 및 그의 손자인 좌찬성 한계희(韓繼禧 : 한명회의 사촌)의 5대손이다.

## 생애

### 가문 및 생애 초기
한백겸은 1552년에 태어났다. 아버지 한효윤(韓孝胤)는 경성판관을 지냈고, 숙부인 한효순(韓孝純)은 대북(大北)파의 영수이며 광해군때 좌의정으로서 폐모론을 주도했으나 한백겸 형제는 이에 가담하지 않았고 당파로는 남인(南人)에 속했다. 아우 한준겸(韓浚謙)은 서인에 속하였으며, 문장에 뛰어났고 선조(宣祖)의 유언을 받은 일곱 신하의 한 사람으로서 호조판서, 5도도원수를 역임하고 인조의 장인으로서 서평부원군(西平府院君)에 봉해지고 영돈녕부사를 지냈다. 그러나 한백겸은 관직에 뜻을 두지 않고 젊은 시절부터 학문에 뜻을 두고 화담 서경덕의 제자였던 행촌(杏村) 민순(閔純)의 문하에 들어가 그로부터 《소학》과 《근사록(近思錄)》 등의 가르침을 받았다. 계속하여 의리(義理)에 관한 연구에 힘써 육경논맹(六經論孟)과 염락관민(濂洛關閩)에 이르기까지 정통하였다.

### 학문 연마와 관직 생활
한백겸은 과거 시험에는 응하지 않고 학문 연마에만 힘을 쏟다가, 1586년(선조 19) 주변의 천거로 받아 관직에 올라 중부참봉(中部參奉)·경기전(慶基殿) 참봉·호조좌랑·형조좌랑을 지내다가 외직인 황해도의 안악현감으로 발령받아 2년간 근무하다가 다시 함종현령을 지내고 강원도 영월군수에 부임했다.
1589년(선조 22) 정여립 모반 때 연좌되어 귀양 갔다. 임진왜란 때 석방되어 적소에서 적군에게 아부하여 난을 선동한 자들을 참살한 공으로 내자직장(內資直長)이 되었다가 여러 내외직을 거친다.
1602년 청주목사를 지내고 당상관으로 승진하여 통정대부에 오른다. 장례원 판결사와 호조참의를 지냈다. 1608년에 선조가 죽었을 때 대신들은 한백겸이 예(禮)에 밝다 하여 빈전(殯殿)의 모든 상례(尙禮)를 맡겼다.
1612년 60세 때에 파주목사에 발령되었으나 벼슬을 사퇴하고 낙향하여 학문연구에 몰두한다. 1615년 64세에 명저인 《동국지리지》의 저작을 마치고 그해 가을 7월에 세상을 떠났다. 묘갈명은 정경세(鄭經世)가 썼다. 묘《저헌 이석형 묘 및 신도비》(경기도 기념물 제171호)는 경기도 여주군 강천면 부평리에 있다.

### 사후
《구암 한백겸 묘 및 신도비》는 경기도 여주시 강천면 부평리에 있다. 1998년 4월 13일 경기도의 기념물 제165호로 지정되었다.
한백겸의 아들 한흥일은 효종때 우의정을 역임했고, 아우 한준겸은 인조의 국구로 영돈녕부사가 되었다. 아들이 정승에 오르면서 영의정에 추증되고 자신이 세웠으며 원천석을 모신 칠봉서원(七峯書院)에 그 자신도 배향된다.

## 학문적 업적
《동국지리지》는 60장에 이르는 작은 책자이다. 불과 한 편의 논문에 지나지 않은 책이지만 그의 독창성과 비판정신이 가득한 학문적 태도 때문에 영향력은 상당하였다.
한백겸의 학문적 업적으로는‘기전유제설(箕田遺制說)’과 ‘기전도(箕田圖)가 있다. 기전도는 고조선의 왕 기자(箕子)가 시행하였다는 정전(井田) 제도의 유적이 평양에 남아 있음을 입증하였다. 유제설과 한백겸의 이 그림이 후대의 토지제도 연구에 지대한 영향을 끼쳤다고 한다.
후대에 실학자들이 쓴 《반계수록》과 《경세유표》에는 토지정책의 핵심은 토지소유의 평등, 균등화로 분배를 공정히 하자는 것으로, 주자(朱子)가 부인한 이유로 주자 이후의 보통의 성리학자들에게는 환영받지 못하던 정전제도가 한백겸의 실증적 연구결과를 통해 실재했음이 밝혀져 후세에 공전제(公田制)의 확충을 주장하던 실학자들이 자신들의 학설을 뒷받침하는 자료로 활용되었다.

## 평가
한백겸이 세상을 떠나자 그의 죽음을 애석해하며 통곡하던 친구들이 많았다. 당대의 재상이며 한백겸의 절친한 친구였던 오성 이항복이 최초로 통곡한 사람으로 그는 한백겸의 죽음에 제문을 바쳤다. 이항복은 우선 한백겸이 당대의 주역 연구의 큰 학자라 하였으며, 모든 경서에 두루 밝았으나 유독 《주역》에 깊은 연구가 있어 당시의 세상에서 모두 그가 큰 주역학자임을 인정했다고 하였다. 또 다른 친구로 대제학에 이조판서를 지낸 우복 정경세(鄭經世)가 있는데, 뒤에 정경세는 한백겸의 묘갈명을 지어 한백겸은 당대의 주역학자로 국가에서 간행한 《주역전의(周易傳義)》라는 책의 교정을 맡았다고 하며 칭송하였다.
《반계수록》과 《동국여지지(東國輿地誌)》를 쓴 반계 유형원은 “오직 근세의 한백겸이 변론했던 것이, 천년동안 정해지지 못했던 것을 깊이 알아냈으니 그분의 학설에 의해서 확정한다”고 격찬하며 그의 학설을 그대로 수용하였고, 여암 신경준, 순암 안정복 등도 한백겸 학설에서 일정분의 영향을 받았음이 확인되고 있다. 실학의 집대성자 다산 정약용도 그의 저서 《아방강역고》에서 “한백겸의 학설은 바꿀 수 없는 정론(定論)”이라고 단정하여 높은 수준의 학문이라고 평가하고 있다. 역사학자 이기백 교수는 《구암유고 동국지리지》서문에서 “그의 주장이 반드시 옳았다고 할 수는 없으나, 당시의 학문적 수준에 비추어볼 때 그의 주장은 실로 놀랍도록 참신한 새 학설이었다. 그러기에 그의 주장은 반계 유형원, 성호 이익, 다산 정약용 등 여러 실학자들의 전제개혁론에 큰 영향을 미치고 있다”라고 평가하였다.

## 가족 관계
- 조부 : 한여필(韓汝弼)
- 아버지 : 한효윤(韓孝胤)
  - 남동생 : 한중겸(韓重謙)
  - 남동생 : 서평부원군 한준겸(韓浚謙) - 인열왕후의 부친
- 장인 : 구사중(具思仲, 1535 ~ ?) - 구사맹의 남동생
- 장모 : 창녕 조씨 - 조세기(曺世器)의 딸
  - 부인 : 구애영(具愛英)
    - 아들 : 한흥일(韓興一, 1587 ~ 1651)
    - 며느리 : 이효절(李孝節, 1618 ~ ?)
    - 딸 : 홍비(洪棐)의 처